# Последняя жертва
«Последняя жертва» — комедия в пяти действиях Александра Островского. Написана в 1877 году.

## История написания
Пьеса была задумана ещё в декабре 1874 года. Название пьесы менялось трижды: от первоначальной «Жертвы века» драматург отказался в пользу «Попечителей», окончательным же вариантом стала «Последняя жертва». Островский начал писать «Последнюю жертву» 24 августа 1877 года и окончил через 2 месяца, 26 октября.
В письме Ф. Бурдину от 6 сентября 1877 г. Островский сообщал о «Последней жертве»: «Пишу пьесу, собираю последние силы, чтобы её кончить. Трогательный драматический сюжет пьесы, в который я погружаюсь всей душой, ещё более расстраивает меня». В другом письме тому же Бурдину, написанном три недели спустя, драматург замечает, что «пьеса подвигается к концу, вещь выходит большая и, кажется, сценическая».
Первое чтение «Последней жертвы» состоялось 22 октября 1877 года на квартире Фёдора Бурдина. Пьеса вызвала живой интерес и восторженные отклики.
Премьера состоялась |8 (20) ноября 1877 в Малом театре, в бенефис артиста Музиля. В качестве режиссёра выступил сам Островский. В Петербурге, на сцене Александринского театра была поставлена 2 декабря того же года, в бенефис артиста Бурдина. Для постановки в театре драматург сделал в пьесе некоторые сокращения.
По просьбе Михаила Салтыкова-Щедрина драматург отдал «Последнюю жертву» в журнал «Отечественные записки»; комедия была впервые опубликована в январском номере за 1878 год.

## Действующие лица

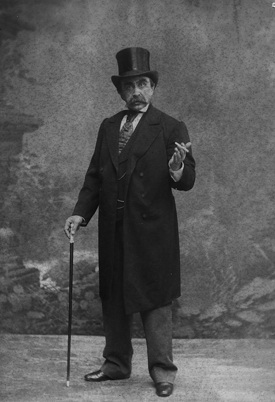
Н. И. Музиль в роли Салая Салтаныча (Малый театр).

- Юлия Павловна Тугина, молодая вдова.
- Глафира Фирсовна, тётка Юлии, пожилая небогатая женщина.
- Вадим Григорьевич Дульчин, молодой человек.
- Лука Герасимыч Дергачёв, приятель Дульчина, довольно невзрачный господин и по фигуре и по костюму.
- Флор Федулыч Прибытков, очень богатый купец, румяный старик, лет 60, гладко выбрит, тщательно причёсан и одет очень чисто.
- Михевна, старая ключница Юлии.
- Лавр Мироныч Прибытков, племянник Флора Федулыча, полный красивый брюнет, с внушительной физиономией, большие банкенбарды, тщательно расчёсанные, одет богато и с претензиями. Держит себя прямо, важно закидывает голову назад, но с дядей очень почтителен.
- Ирина Лавровна, его дочь, девица 25 лет, с запоздалой и слишком смелой наивностью.
- Салай Салтаныч, очень приличный мужчина, неопределённых лет, физиономия азиатская.
- Пивокурова, богатая, очень полная и очень румяная вдова, лет за сорок.
- Иногородный, купец средней руки, костюм и манеры провинциальные.
- Москвич, скромный посетитель клуба, ничем не выдающаяся личность.
- Наблюдатель, шершавый господин, лицо умное, оригинал, но с достоинством.
- Разносчик вестей, бойкий господин, имеющий вид чего-то полинявшего; глаза бегают, и весь постоянно в движении.
- Три приятеля, постоянные посетители клуба, играющие очень счастливо во все игры: 1-й — безукоризненно красивый и изящный юноша, 2-й — человек средних лет, мясистая, бледная, геморроидальная физиономия, 3-й — старик, лысый, в порыжевшем пальто, грязноватый.
- Василий, лакей Прибыткова.
- Мардарий, человек Дульчина.
- Сакердон, клубский лакей.
- Сергей, клубский лакей.
- Пёстрая толпа кавалеров и дам в разнообразнейших костюмах, от полумещанских провинциальных до парижских последней моды.
- Клубная прислуга.

## Постановки
- 11 апреля 1896 — Малый театр. Бенефис О. О. Садовской.
- 25 сентября 1908 — Малый театр. Без третьего действия.
- 1938 — Театр имени МОСПС. Режиссёры: В. В. Ванин и С. А. Марголин.
- 1944 — МХАТ имени М. Горького. Постановка: Н. П. Хмелёва, Е. С. Телешовой и Г. Г. Конского, художник В. В. Дмитриев. В ролях: Тугина — А. К. Тарасова, Прибытков — И. М. Москвин, Глафира Фирсовна — Ф. В. Шевченко. — Сталинская премия за 1946 год I степени.
- 1973 — Театр имени Моссовета. Режиссёр Ю. А. Завадский. В ролях: Тугина — В. И. Талызина, Прибытков — Л. В. Марков, Глафира Фирсовна — Ф. Г. Раневская, Дульчин — Г. Л. Бортников, Лавр Мироныч — Б. В. Иванов.
- 2003 — МХАТ имени А. П. Чехова.
- 2004 — «Ва-банк». Театр «Ленком». Режиссёр М. Захаров.
- 2004 — Малый театр. Режиссёр В. Н. Драгунов, художник Л. С. Ломакина. В роли Прибыткова — Василий Бочкарёв («Золотая Маска» за лучшую мужскую роль).
- 2009 — Театр имени Ленсовета.

По этой пьесе в 1975 году Пётр Тодоровский снял одноимённый фильм, в 1982 году Михаил Казаков — телеспектакль «Попечители».